# Burnhouse Lane
Burnhouse Lane — компьютерная игра в жанре action-adventure, разработанная и изданная польской студией Harvester Games для Windows 2 декабря 2022.

## Сюжет
Энджи Уэтер работает медсестрой в больнице, в один момент она узнаёт что смертельно больна. Она решает выполнить пять опасных заданий, чтобы спасти свою жизнь.

## Разработка и выход
Burnhouse Lane была анонсирована 15 декабря 2021, тизер-трейлер был выпущен на канале Ремигуше Михальски. 30 ноября 2022 был выпущен второй трейлер. Релиз состоялся 2 декабря 2022.

## Отзывы критиков
| Иноязычные издания    | Иноязычные издания |
| Издание               | Оценка             |
| --------------------- | ------------------ |
| SomHráč.sk            | 90 %               |
| RareQuitGR            | 90 %               |
| Русскоязычные издания |                    |
| Издание               | Оценка             |
| GameMag               | 8/10               |

Александр Логинов с сайта GameMag назвал игру «маленьким шедевром», а разработчика «настоящим гением».
Критик Панайотис Митракис из RareQuitGR, подведя итог, отметил, что если на обложке видишь «Михальский», то игра будет «хорошей».
Критик с сайта SomHráč.sk высоко оценил сюжет, визуальные эффекты и геймплей, противопоставив лишь «слабый» финал.